# Charles Wallace Richmond
Charles Wallace Richmond  (Kenosha (Wisconsin), 31 december 1868 – Washington D.C., 19 mei 1932) was een Amerikaanse ornitholoog. Hij werd vooral bekend om het kaartsysteem dat hij begon met taxonomische informatie over vogels, de Richmond Index.

## Biografie
Richmond werd geboren in Kenosha. Toen hij 12 jaar was overleed zijn moeder. Zijn vader hertrouwde toen en verhuisde naar Washington D.C. waar hij ging werken bij de staatsdrukkerij van de Amerikaanse regering. Hij kreeg jongere halfbroers en als oudste zorgde hij voor aanvullend inkomen met een bijbaantje als jongste bediende bij het het administratief bedrijf van het Huis van Afgevaardigden.  Als jongen verzamelde hij vogeleieren en had al contact met het museum van de Smithsonian Institution, waar hij de conservator en vogelkundige Robert Ridgway leerde kennen. In die periode deed hij ook veel aan zelfstudie en leerde zichzelf onder meer Latijn. Hij had toen toegang tot de bibliotheek van het Huis van Afgevaardigden, alwaar ook een collectie boeken over vogels. Toen hij 15 was, werd hij loopjongen bij de Amerikaanse geologische dienst. In 1888 nam hij deel aan een geologische expeditie naar de staat Montana. Tussen 1889 en 1891 had hij een baantje bij het Amerikaanse ministerie van landbouw, waar hij ornithologisch werk deed. Onderwijl studeerde hij geneeskunde aan de Universiteit van Georgetown, waar hij in 1897 zijn artsexamen deed, maar nooit als arts ging werken. In 1894 werd hij assistent-conservator van de afdeling vogels van het  United States National Museum (Smithsonian Institution) en maakte in 1918 en 1929 nog twee stappen hoger op de carrièreladder, maar deed daarna een stap terug om  Herbert Friedmann de gelegenheid te geven om hoofdconservator te worden.

## Zijn werk/nalatenschap
Toen hij 21 was begon hij met een kaartsysteem waarop hij voor iedere vogel de basisinformatie schreef. Deze Richmond Index to the Genera and Species of Birds werd een legendarisch project, en wordt nog steeds gebruikt. In 1992 verscheen het werk in boekvorm. Volgens WordCat zijn er 266 publicaties door Richmond geschreven. Hij was lid van diverse wetenschappelijke verenigingen, niet alleen ornithologische verenigingen maar ook de American Society of Mammalogists en de  American Society of Ichthyologists and Herpetologists. Verder was hij corresponderend lid van buitenlandse ornithologische verenigingen in Groot-Brittannië, China en Beieren.
Hij beschreef 8 genera en 17 nieuwe soorten vogels waaronder de Cubaanse koningstiran (Tyrannus cubensis) en de Groot-Nicobarslangenarend (Spilornis klossi) en ongeveer 50 ondersoorten.
- Bibliothèque nationale de France: cb10534742g (data)
- International Standard Name Identifier: 0000 0000 2999 8952
- Library of Congress Control Number: n93060403
- Nederlandse Thesaurus van Auteursnamen: 236519611
- SNAC: w6qv4p2n
- Système universitaire de documentation: 229546072
- Virtual International Authority File: 1562
- WorldCat: E39PBJdRx83YwXKJDDXDD8wt8C